# Caours
Caours (picardisch: Cœu) ist eine nordfranzösische Gemeinde mit 565 Einwohnern (Stand 1. Januar 2022) im Département Somme in der Region Hauts-de-France. Die Gemeinde liegt im Arrondissement Arrondissement Abbeville und ist Teil der Communauté d’agglomération de la Baie de Somme und des Kantons Abbeville-1.

## Geographie
Die Gemeinde am Flüsschen Scardon, in den hier ein kleiner Zufluss, die von Norden kommende Drucat mündet, schließt sich unmittelbar nordöstlich an Abbeville an, von der sie in etwa durch den 1022 Meter langen Viaduc du Scardon getrennt wird, über den die Autoroute A16 verläuft. Zu Caours gehört der Ortsteil L’Heure. Auf der Trasse der ehemaligen Bahnstrecke von Doullens über Auxi-le-Château nach Abbeville wird heute ein Wanderweg, die Voie Verte (Traverse du Ponthieu), geführt. Das Gemeindegebiet liegt im Regionalen Naturpark Baie de Somme Picardie Maritime.

## Toponymie und Geschichte
Caours wird im Jahr 636 als Corteanum genannt.
In der Eem-Warmzeit entstand der Kalktuff von Caours. In der Frühzeit lagerten hier Gruppen von Jägern, was Ausgrabungen aus dem Jahr 2005 belegen. 1961 wurde ein gallo-römischer Sarkophag gefunden. Auch ein merowingischer Friedhof trat zutage.

## Einwohner
| 1962 | 1968 | 1975 | 1982 | 1990 | 1999 | 2006 | 2011 |
| ---- | ---- | ---- | ---- | ---- | ---- | ---- | ---- |
| 358  | 388  | 508  | 567  | 599  | 592  | 597  | 607  |

## Verwaltung
Bürgermeister (maire) ist seit 2014 Bernard Duquesne.

## Sehenswürdigkeiten
- Kirche Saint-Martin
- Kapelle von L’Heure, zu der am Pfingstmontag Wallfahrten erfolgten, mit romanischem Portal und Chor aus dem 17. Jahrhundert, bewahrt eine Jungfrau mit Kind[1]
- Herrenhaus (Manoir) von L’Heure, 1994 teilweise als Monument historique eingetragen[2]
- Kriegerdenkmal

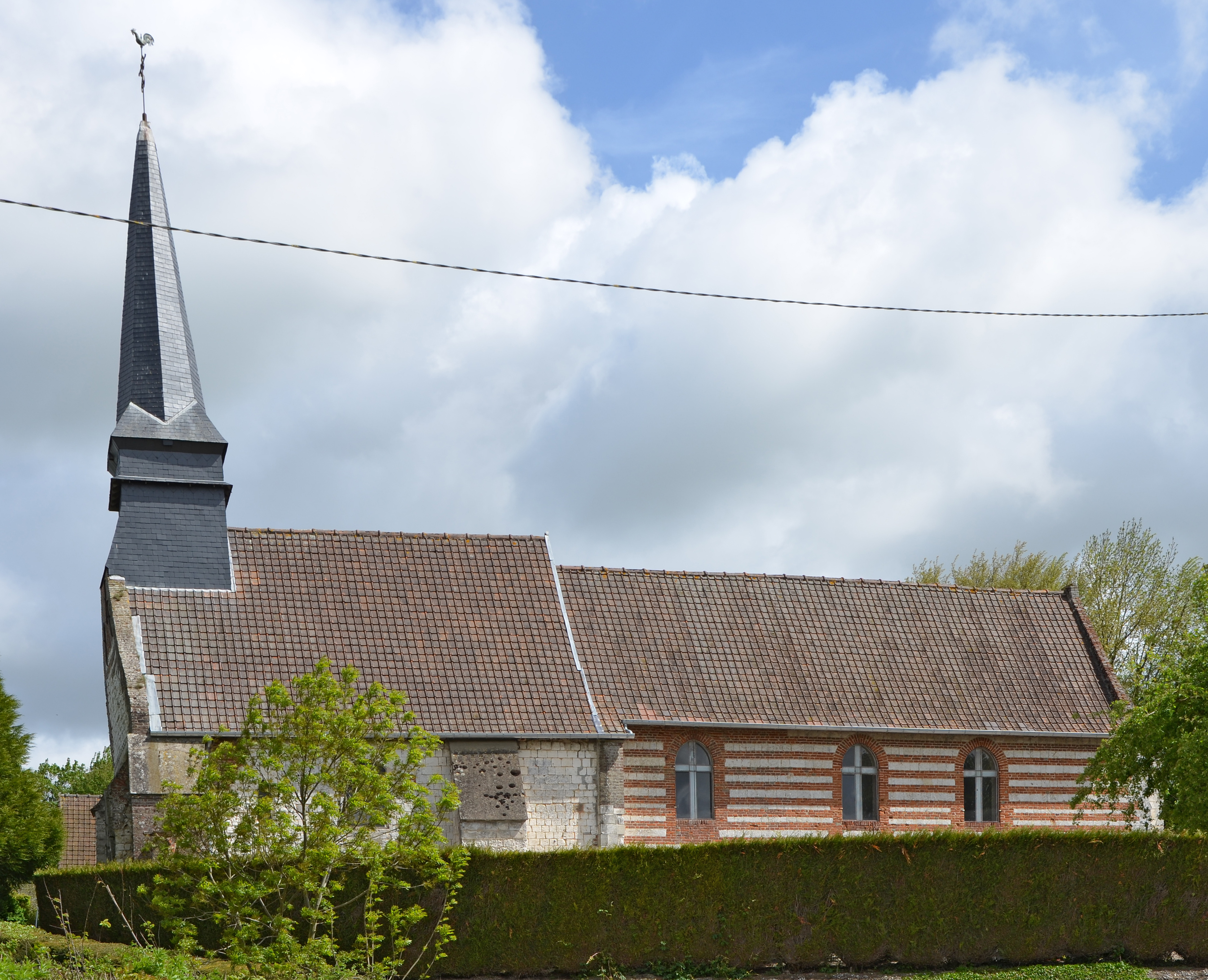
Kapelle von L‘Heure
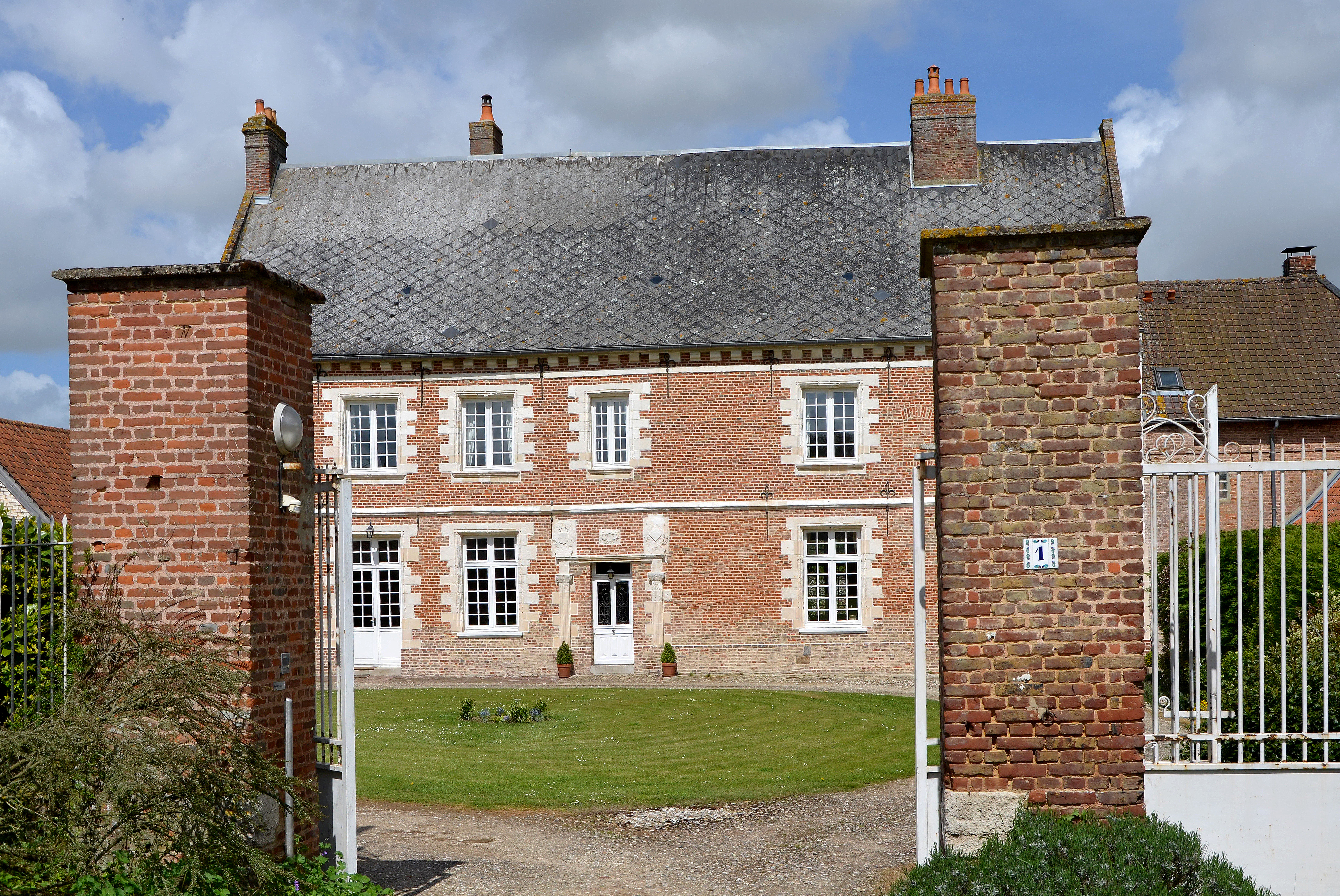
Manoir von L’Heure
Kriegerdenkmal